# Estratonice (esposa d'Ariarates III de Capadòcia)
Estratonice (en llatí Stratonice, en grec antic Στρατονίκη) era una princesa selèucida filla d'Antíoc II Theós i Laodice. Va ser reina consort de Capadòcia.
Es va casar amb el rei Ariarates III de Capadòcia. L'esmenta principalment Diodor de Sicília, i també en parlen Foci i Eusebi de Cesarea.